# Grjasew-Schipunow GSch-6-30

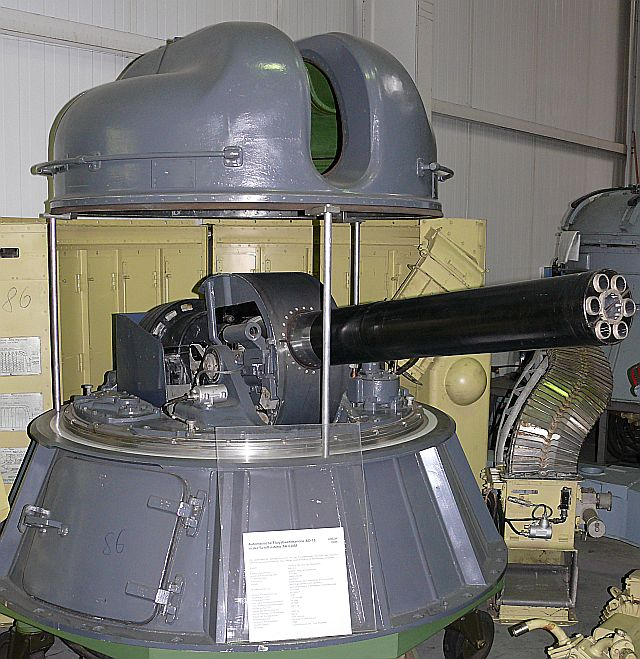
Grjasew-Schipunow GSch-6-30

Die Grjasew-Schipunow GSch-6-30 (russisch Грязев-Шипунов ГШ-6-30) ist eine 30-mm-Maschinenkanone, die als Gatling-Kanone mit sechs Rohren ausgeführt ist. Sie wurde in der Sowjetunion in den frühen 1970er-Jahren entwickelt und seit 1975 als Bordbewaffnung von Kampfflugzeugen eingesetzt. Der GRAU-Index lautet 9А621. Sie ist im Aufbau der Grjasew-Schipunow GSch-6-23 ähnlich.

## Geschichte
Für die sowjetische Seekriegsflotte wurde in den 1960er-Jahren ein leichtes Schiffsgeschütz gesucht. Man kannte das Potenzial der US-amerikanischen Gatling-Waffe mit ihrer extrem hohen Kadenz zur Abwehr anfliegender Seezielflugkörper und entwickelte ab 1963 eine eigene 30-mm-Gatling-Kanone mit sechs Rohren, die AO-13. Die Waffe wurde in Marine-Gefechtstürmen wie dem AK-630 eingesetzt.
Im Zuge der angeordneten Vereinheitlichung der Waffen und Munition in der russischen Armee, Luftwaffe und Marine wurde die AO-13 ab 1970 für die Verwendung in Kampfflugzeugen umkonstruiert. Die AO-13 wurde in den Abmessungen etwas verkleinert, die Rohre gekürzt sowie die verwendete Wasserkühlung entfernt. Die so entstandene Waffe wurde als GSch-6-30 bezeichnet.
Die GSch-6-30 wurde zu Testzwecken in eine MiG-23BN im Rumpf hinter dem Bugfahrwerk mittig auf einer absenkbaren Lafette eingebaut, exakt dort wie die zuvor eingesetzte Grjasew-Schipunow GSch-6-23. Jedoch wurde das Rohrbündel nicht verkleidet, was zu einer guten Kühlung und leichten Wartung der Waffe führte. Für den Einsatz der wesentlich stärkeren GSch-6-30 waren strukturelle Verstärkungen in der MiG-23 erforderlich. Regulär eingesetzt wurde die Waffe in der MiG-27 als Bodenangriffswaffe, wo sie in einer Gondel unterhalb des Rumpfes angebracht war. In beiden Flugzeugen zeigten sich zum Teil erhebliche Probleme mit der schweren Waffe und der sehr hohen Rückstoßkraft von 5.500 kp (ca. 54 kN) (vgl. GAU-8 Avenger mit 4.082 kp/40 kN). Beim ersten Testflug mit der Waffe in einer MiG-27 fiel nach den ersten 25 Schuss die komplette Avionik des Flugzeuges aus, bedingt durch die starken Erschütterungen. Bei späteren Flügen kam es zu strukturellen Beschädigungen der Flugzeugzelle, die Abdeckung des Bugfahrwerkes brach ab und die Munitionszuführung versagte. Außerdem kam es wieder zum Ausfall der Elektronik. Um diesen Auswirkungen entgegenzuwirken, wurde die GSch-6-30 im Winkel um 1° 13' nach unten verstellt. In dieser Ausführung wurde die Waffe 1975 in Dienst gestellt.

## Technik
Die GSch-6-30 ist eine sechsläufige gasdruckbetriebene Gatling-Kanone im Kaliber 30 × 165 mm. Im Gegensatz zu den amerikanischen Gatling-Kanonen, wie z. B. der GAU-8/A Avenger, ist die GSch-6-30 demzufolge eigen- und nicht fremdangetrieben. Dies äußert sich in einem geringeren Gewicht der Waffe und in einer höheren Kadenz (vor allem in der ersten Sekunde nach dem Abfeuern der Waffe). Zudem verbraucht die GSch-6-30 keine Bordenergie des Flugzeuges. Ein Nachteil ist die sehr komplexe Mechanik des Gasdrucklademechanismus, die einer sehr hohen thermischen und mechanischen Belastung unterliegt. Des Weiteren war Korrosion ein Problem der GSch-6-30. Die Waffe musste nach jedem Abfeuern sowie generell alle 15 bis 20 Tage gereinigt werden.

## Einsatz
Trotz der Verbesserungen in der Befestigung der Waffe in der Flugzeugzelle kam es bis 1988 mindestens dreimal zu schweren Zwischenfällen, bei denen eine MiG-27 ohne Bugfahrwerk notlanden musste, da das Abfeuern der GSch-6-30 die Verkleidung des Bugfahrwerkes beschädigt hatte und es nicht mehr auszufahren war. Zusammen mit der enormen Kadenz ist die GSch-6-30 eine sehr durchschlagstarke Maschinenkanone. Jedoch ist die taktische Einsatzbreite bedingt durch den hohen Munitionsverbrauch sowie die schweren Geschosse eingeschränkt, so dass sie nur in wenigen Flugzeugen eingesetzt wird.

## Technische Daten
- Typ: sechsläufige Gatling-Kanone
- Kaliber: 30 mm
- Antrieb: Gasdrucklader
- Kadenz: 5.550–6.000 Schuss/min (≈ 100 Schuss pro Sekunde)
- Gewicht: 149 kg
- Länge: 1878 mm
- Breite: 252 mm
- Höhe: 285 mm
- Munition: 30 × 165 mm
- Zündung: elektrisch
- Mündungsgeschwindigkeit: 845 m/s (3042 km/h)
- Rückstoßkraft: 5.500 kg